# Aníbal Godoy
Aníbal Cesis Godoy Lemus  (Ciudad de Panamá, Panamá  10 de febrero de 1990) es un futbolista panameño. Juega como centrocampista y su actual equipo es el San Diego FC de la MLS de Estados Unidos. También es internacional con la Selección de fútbol de Panamá, de la cual es capitán y el futbolista con más partido disputados de dicha selección.

## Historia
Debutó con el Chepo FC en el 2007, en el cual permaneció jugando hasta el 2009, cuando tuvo la oportunidad de probarse con el Slavia Praga y permaneció en él hasta el 2010. Luego regresó al Chepo FC, en el cual mostró un rendimiento fantástico y debido a ello fue convocado varias veces a jugar con la Selección de fútbol de Panamá. Debido a su gran rendimiento, para el 2012 fue fichado por el equipo argentino Godoy Cruz, en donde jugaba su compatriota Armando Cooper. Luego de la Copa de Oro del 2013 se conoció que el Budapest Honvéd FC, equipo húngaro, lo había fichado como refuerzo para afrontar la siguiente temporada. En 2015, Godoy se despidió de Honvéd FC para debutar en la MLS norteamericana, donde fue seleccionado por el equipo californiano los San José Earthquakes. Actualmente sigue entre los centrocampistas del renombrado club estadounidense, registrando dos goles y una asistencia en la temporada 2017 (hasta agosto).

## Selección nacional
Es internacional con la Selección de fútbol de Panamá, ha jugado 139 partidos internacionales. Participó en la Copa de Oro de 2011, en donde la selección ocupó el tercer lugar del torneo. Participó junto al seleccionado panameño de la segunda hexagonal que ha disputado ese país en su historia con miras al mundial de Brasil 2014 ocupando el quinto lugar lo cual no les permitió el acceder al repechaje. También participó en la Copa de Oro de 2013 obteniendo el subcampeonato.
En junio de 2018 fue incluido en la lista final de 23 nombres de Panamá para la Copa Mundial de Fútbol de 2018 en Rusia. Godoy fue titular en la derrota en fase de grupos de Panamá ante Bélgica, Inglaterra y Túnez.

### Goles internacionales
| Núm. | Fecha                   | Lugar                                        | Rival                | Gol | Resultado | Competición               |
| ---- | ----------------------- | -------------------------------------------- | -------------------- | --- | --------- | ------------------------- |
| 1    | 14 de noviembre de 2014 | Estadio Cuscatlán, San Salvador, El Salvador | El Salvador          | 0-2 | 1-3       | Amistoso                  |
| 2    | 8 de junio de 2021      | Estadio Rod Carew, Panamá, Panamá            | República Dominicana | 1-0 | 3-0       | Eliminatoria Mundial 2022 |
| 3    | 10 de octubre de 2021   | Estadio Rommel Fernández, Panamá, Panamá     | Estados Unidos       | 1-0 | 1-0       | Eliminatoria Mundial 2022 |
| 4    | 27 de marzo de 2022     | Exploria Stadium, Florida, Estados Unidos    | Estados Unidos       | 5-1 | 5-1       | Eliminatoria Mundial 2022 |

## Clubes
| Club                 | País           | Año           |
| -------------------- | -------------- | ------------- |
| Chepo FC             | Panamá         | 2007 - 2013   |
| Godoy Cruz (cedido)  | Argentina      | 2012          |
| Budapest Honvéd      | Hungría        | 2013-2015     |
| San Jose Earthquakes | Estados Unidos | 2015-2019     |
| Nashville SC         | Estados Unidos | 2020-2024     |
| San Diego FC         | Estados Unidos | 2025-presente |